# Xushe (köpinghuvudort i Kina, Jiangsu Sheng, lat 31,40, long 119,65)
Xushe (kinesiska: 徐舍, 徐舍镇) är en köpinghuvudort i Kina. Den ligger i provinsen Jiangsu, i den östra delen av landet, omkring 110 kilometer sydost om provinshuvudstaden Nanjing. Antalet invånare är 83 512. Befolkningen består av 40 989 kvinnor och 42 523 män. Barn under 15 år utgör 7,0 %, vuxna 15-64 år 75 %, och äldre över 65 år 17,0 %.
Runt Xushe är det tätbefolkat, med 790 invånare per kvadratkilometer. Närmaste större samhälle är Yicheng, 16,5 km öster om Xushe. Trakten runt Xushe består till största delen av jordbruksmark.
Genomsnittlig årsnederbörd är 1 542 millimeter. Den regnigaste månaden är juli, med i genomsnitt 268 mm nederbörd, och den torraste är december, med 50 mm nederbörd.